# Apele Vii
Apele Vii è un comune della Romania di 2 295 abitanti, ubicato nel distretto di Dolj, nella regione storica dell'Oltenia.